# اوبرید (بادن-وورتمبرگ)
اوبرید (بادن-وورتمبرگ) (به آلمانی: Oberried) یک شهر در آلمان است که در برایگاو-هخشوارتسوالد واقع شده‌است.